# Radinoderus caledoniana
Radinoderus caledoniana är en tvåvingeart som beskrevs av Hynes 1993. Radinoderus caledoniana ingår i släktet Radinoderus och familjen Tanyderidae.
Artens utbredningsområde är Nya Kaledonien. Inga underarter finns listade i Catalogue of Life.